# El Japon イスパニアのサムライ
『El Japón（エル ハポン）-イスパニアのサムライ-』は2019年宝塚歌劇団の舞台作品。宝塚大劇場は同年11月15日-12月15日、東京宝塚劇場は2020年1月3日-2月16日に上演された。

## 概要
17世紀初期のスペイン、「慶長遣欧使節」として来た日本人が残留した史実に基づき、使節の一人である仙台藩士と宿屋の女主人がふとしたきっかけで出会い愛する内容の物語。

## 出演
- 真風涼帆
- 星風まどか
- 芹香斗亜

- 英真なおき（専科）
- 寿つかさ
- 桜木みなと
- 和希そら

他、宙組生徒。

## スタッフ
- 作・演出：大野拓史[1]